# Sobrescobio
Sobrescobio (Sobrescobiu en asturien) est une commune (concejo aux Asturies) située dans la communauté autonome des Asturies en Espagne.

## Géographie

### Situation
Elle est située dans la zone montagneuse du sud-est de la région et fait partie de l'association de municipalités de la vallée du Nalón (es). Elle est bordée au nord par les communes de Piloña et Caso, au sud par Aller, à l'est par Caso et à l'ouest par Laviana. Sa superficie est de 69,43 km² et sa population est de 851 habitants (INE 2023). Le nom dérive de super-escopulum, sur l'escobio, nom donné aux gorges et qui désigne ici l'entrée de la commune.
Rioseco est la capitale de la commune de Sobrescobio depuis 1929, date à laquelle la mairie a été transférée du petit village de La Polina. Elle se trouve dans une plaine formée par la rivière Nalón dans sa partie supérieure. C'est également l'un des centres de population les plus importants de la municipalité, dans une région peu peuplée. Dernièrement, et grâce au développement du tourisme rural, il semble qu'il y ait eu une augmentation de l'activité aussi bien dans la capitale que dans le reste de la commune.

### Paroisses
La commune de Sobrescobio est divisée en 3 paroisses civiles :
- Ladines (Llaíñes)
- Oviñana
- San Andrés de Agües (Soto)

### Climat
Son climat peut être considéré comme tempéré et humide, sans températures extrêmes et avec des précipitations assez abondantes. La température moyenne estivale est de 18,1 °C et la température moyenne hivernale de 4,2 °C. Les brouillards et les vents du nord-ouest sont fréquents. 

## Histoire
L'implantation humaine dans la région remonte à la Préhistoire. Certaines collines fortifiées (à Agues (Soto de Agues), Campiellos et Corona de Castro) ainsi que des dolmens (à Pumarín, Unqueru, Campu La Braña et Monte Caón) sont ouverts à la visite.
Les Romains ont construit quelques ponts le long du rio Nalón.
Au Moyen Âge, la région était tenue par l'ordre de Santiago. En 1528, Philippe II vendit Sobrescobio au monastère bénédictin de San Vicente d'Oviedo pour la somme de 600 000 maravédis. C'est à cette occasion que le nom de la ville a été utilisé pour la première fois. Plus tard, au XVIe siècle, elle est devenue une possession autonome de la Couronne espagnole.
Pendant la guerre d'indépendance espagnole, le général Jean Pierre François Bonet passa par Sobrescobio pour se rendre à la bataille de Salamanque. 

## Sites et monuments
- Le château de Villamorey ;
- La maison de los Canella, du XVIe siècle ;
- L'église paroissiale de Santa María la Real de Oviñana, XVe siècle ;
- Le parc naturel de Redes

De nombreux autres monuments historiques et artistiques, édifices religieux et sentiers de randonnée.

## Galerie

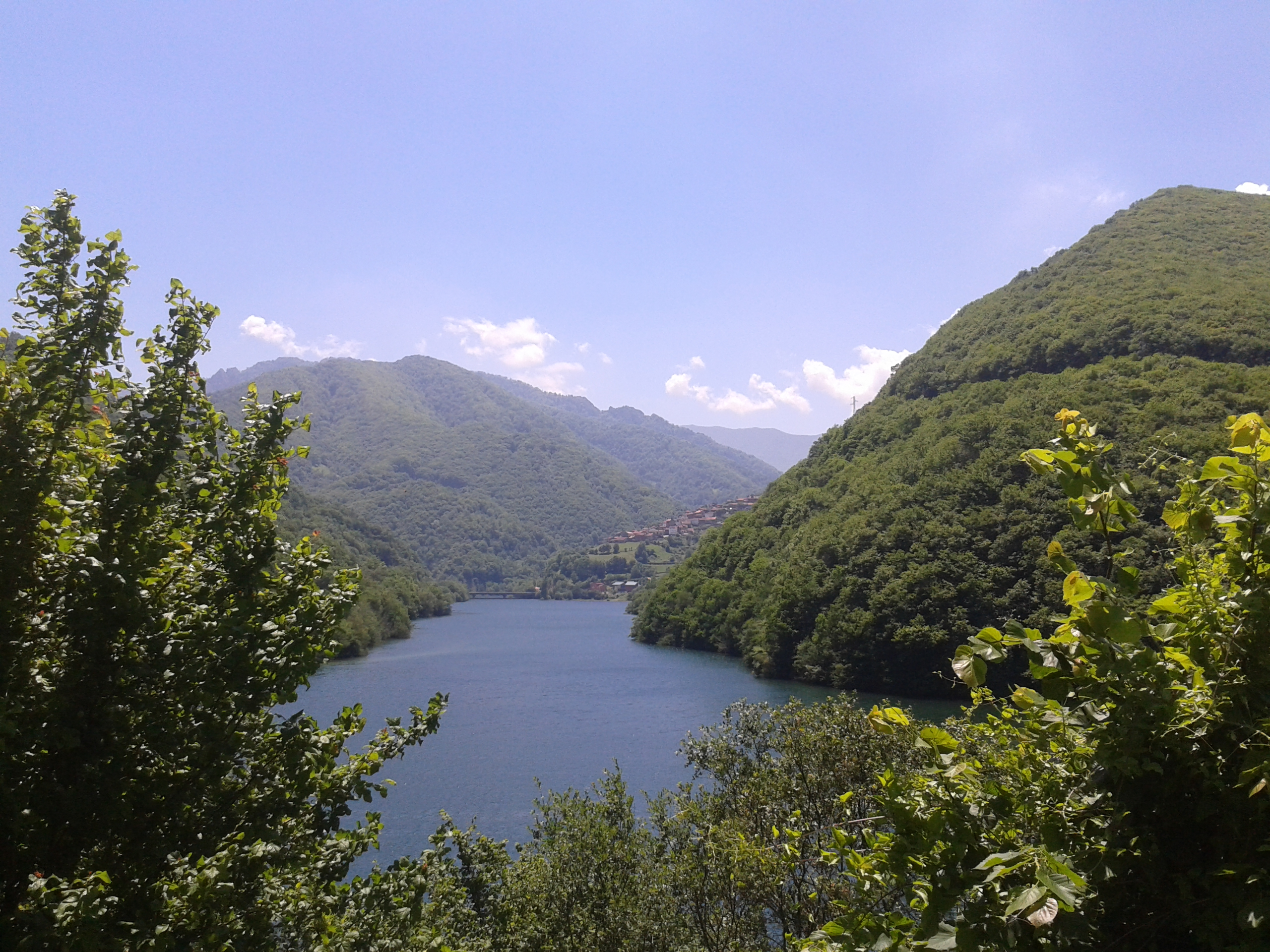
Le lac de barrage de Tanes.
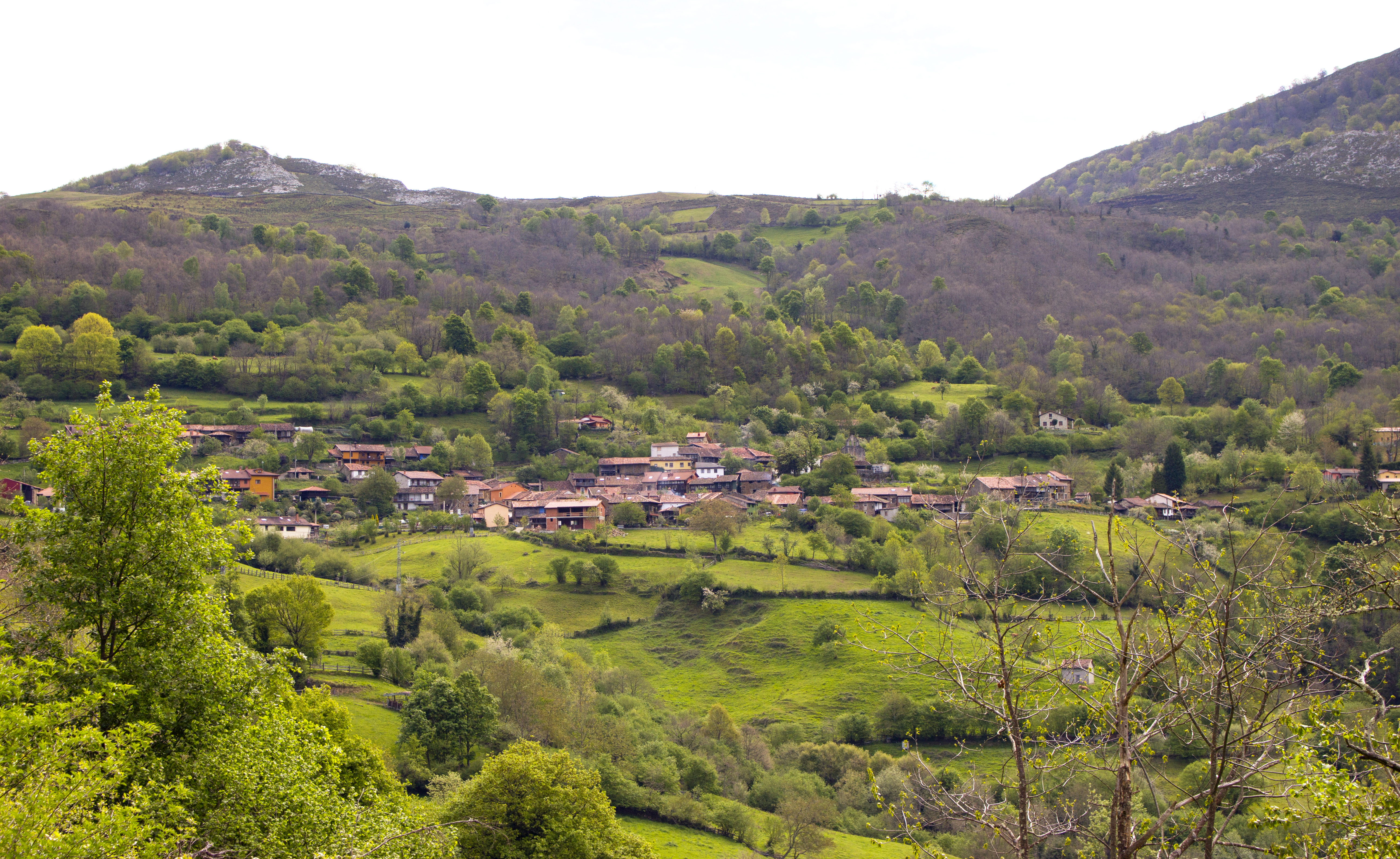
Le village de Ladines.
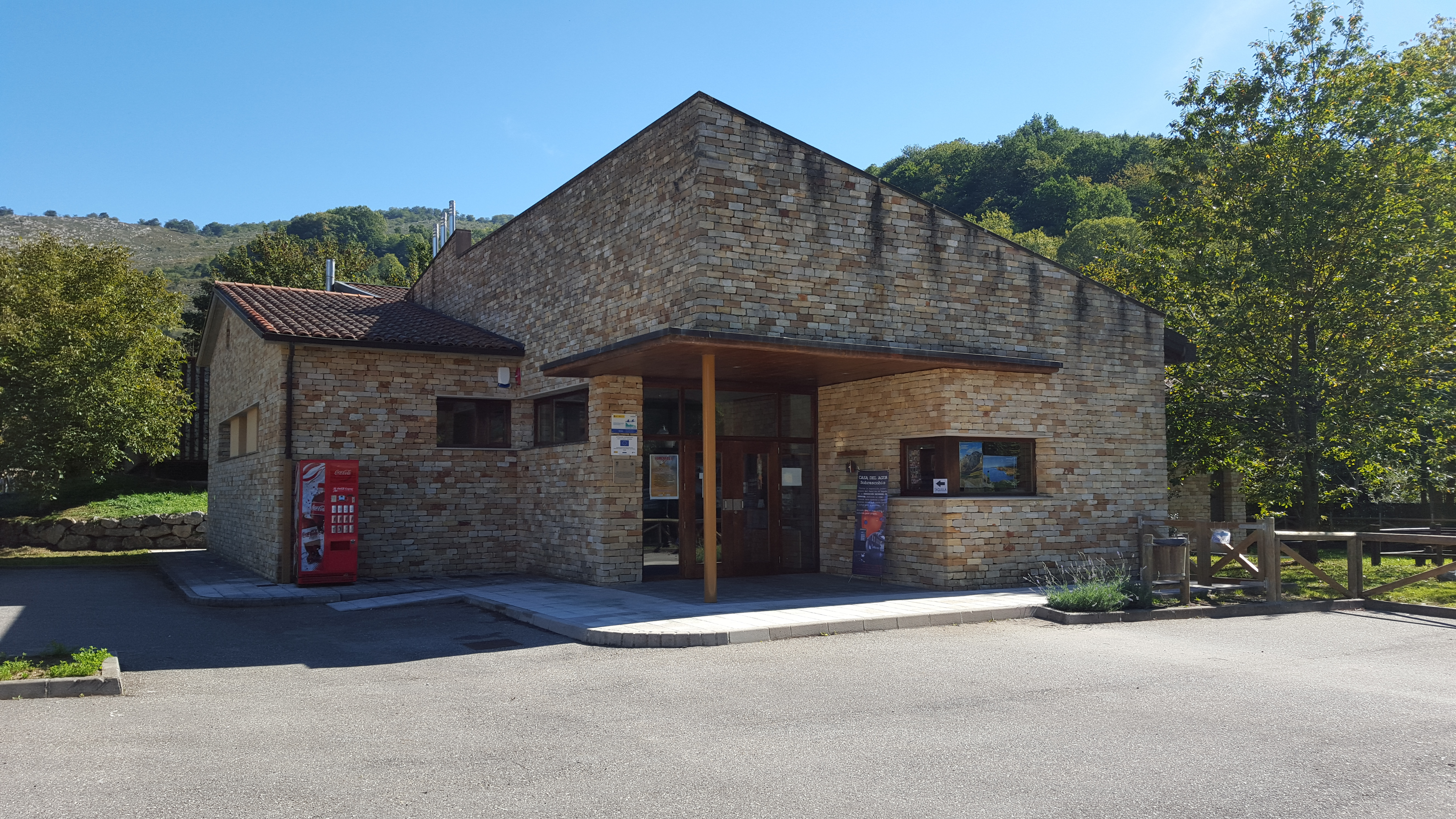
La maison de l'eau, Rioseco.
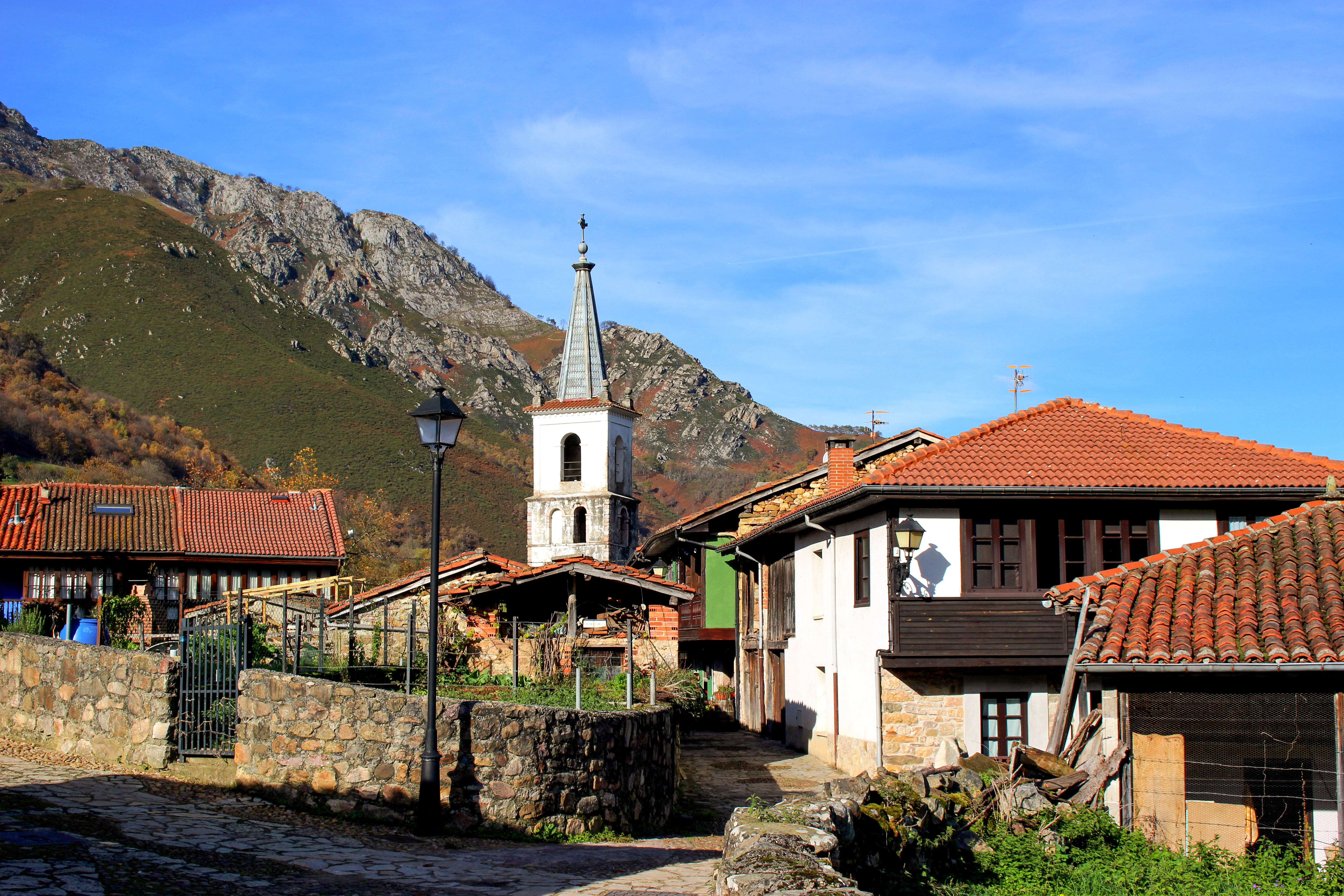
San Andrés de Agües.
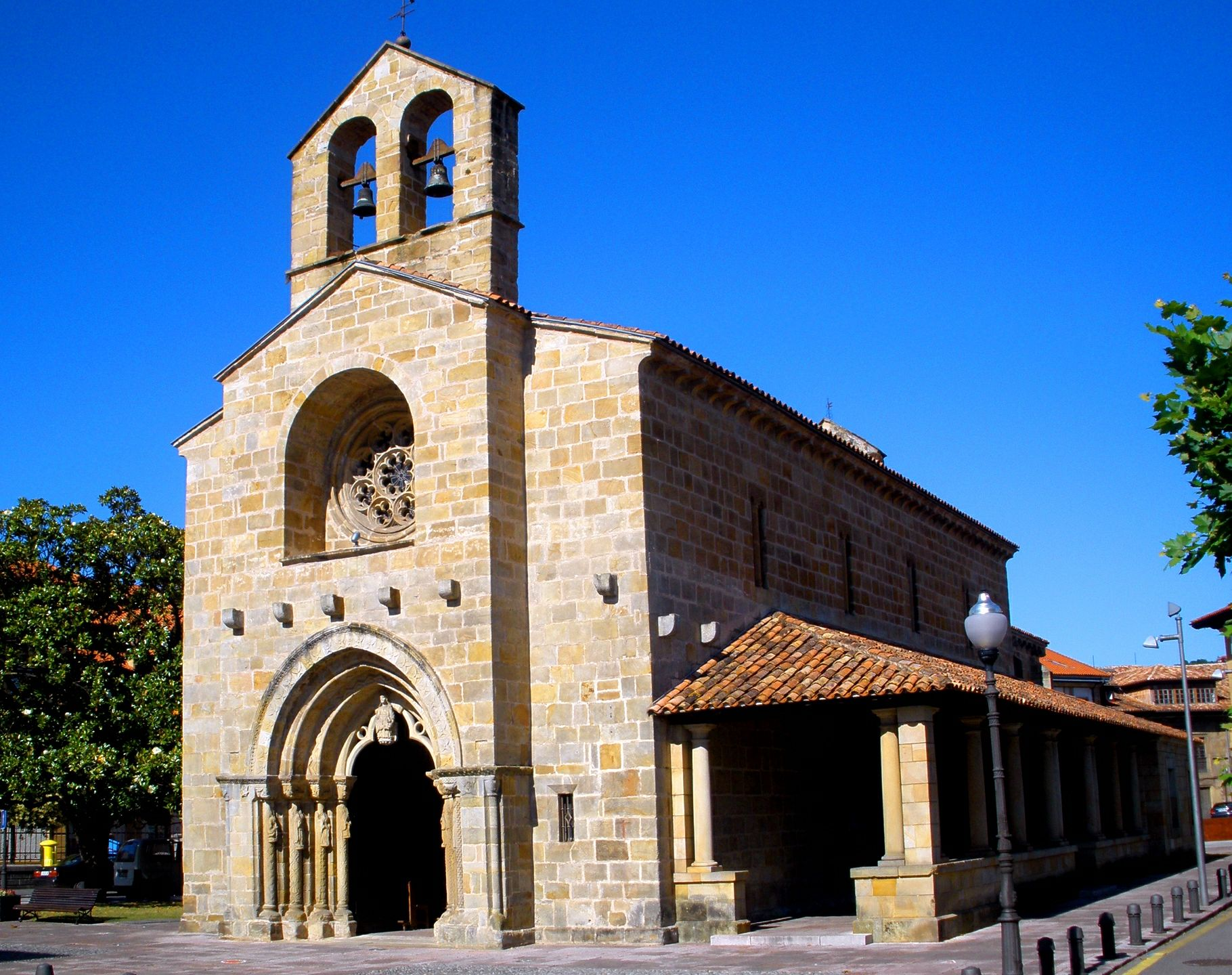
L'église Santa María de la Oliva, Villaviciosa.